# Гуштаву Са
Гушта́ву Філі́пе А́лвіш Фре́йташ Азеве́ду Са (порт. Gustavo Filipe Alves Freitas Azevedo Sá; нар. 11 листопада 2004, Повуа-де-Варзін) — португальський футболіст, півзахисник клубу «Фамалікан».

## Клубна кар'єра
Виступав за молодіжні команди «Ададемія Еліт Спорт» і «Порту», а 2018 року приєднався до академії «Фамалікана». 19 жовтня 2021 року підписав з «Фамаліканом» свій перший професіональний контракт. 3 червня 2022 року продовжив контракт з клубом до 2025 року. 12 серпня 2022 року дебютував в основному складі «Фамалікана» в матчі португальської Прімейра-ліги проти «Браги», вийшовши на заміну Жуніору Каділе. 1 березня 2023 року продовжив контракт з клубом до 2027 року.
4 листопада 2023 року в поєдинку Прімейра-ліги проти «Жил Вісенте» забив свій перший гол за «Фамалікан». У віці 18 років, 11 місяців та 24 дні став другим наймолодшим автором голу в історії клубу після Педру Бразана. 17 грудня того ж року вперше вивів на поле «Фамалікан» з капітанською пов'язкою на матч Прімейра-ліги проти «Ештуріла». Таким чином у віці 19-ти років став наймолодшим капітаном в історії клубу, перевершивши досягнення Луїса Жуніора та Бернарду Вітала (одидва були капітанами в 22 роки). За підсумками квітня 2024 року, впродовж якого він зробив дві гольові передачі в чотирьох матчах, був визнаний молодим гравцем місяця в Прімейра-лізі.
29 червня 2024 року продовжив контракт з «Фамаліканом» до 2029 року. Його м'яч, забитий у ворота «Боавішти» 13 серпня 2024 року, був визнаний голом місяця в Прімейра-лізі. За підсумками квітня 2025 року був визнаний молодим гравцем місяця в Прімейра-лізі.

## Кар'єра в збірній
Виступав за збірні Португалії до 18, до 19, до 20 і до 21 року.
В червні 2023 року потрапив в заявку збірної до 19 років на юнацький чемпіонат Європи, що проходив на Мальті. На турнірі провів 4 поєдинки, відзначившись м'ячами проти збірних Італії та Норвегії, та дійшов з командою до фіналу, де португальці мінімально поступились італійцям (0-1).
В червні 2025 року потрапив в заявку збірної до 21 року на молодіжний чемпіонат Європи в Словаччині. На турнірі провів чотири матчі, а його команда дійшла до чвертьфіналу, де поступилась нідерландцям.

## Статистика виступів
Станом на 16 серпня 2025
| Клуб              | Сезон             | Чемпіонат         | Чемпіонат | Чемпіонат | Кубок | Кубок | Кубок ліги | Кубок ліги | Єврокубки | Єврокубки | Інші  | Інші | Всього | Всього |
| Клуб              | Сезон             | Дивізіон          | Матчі     | Голи      | Матчі | Голи  | Матчі      | Голи       | Матчі     | Голи      | Матчі | Голи | Матчі  | Голи   |
| ----------------- | ----------------- | ----------------- | --------- | --------- | ----- | ----- | ---------- | ---------- | --------- | --------- | ----- | ---- | ------ | ------ |
| Фамалікан         | 2022–23           | Прімейра-ліга     | 15        | 0         | 4     | 0     | 2          | 0          | —         | —         | —     | —    | 21     | 0      |
| Фамалікан         | 2023–24           | Прімейра-ліга     | 28        | 3         | 2     | 1     | 1          | 0          | —         | —         | —     | —    | 31     | 4      |
| Фамалікан         | 2024–25           | Прімейра-ліга     | 33        | 4         | 1     | 0     | 0          | 0          | —         | —         | —     | —    | 34     | 4      |
| Фамалікан         | 2025–26           | Прімейра-ліга     | 2         | 1         | 0     | 0     | 0          | 0          | —         | —         | —     | —    | 2      | 1      |
| Всього за кар'єру | Всього за кар'єру | Всього за кар'єру | 78        | 8         | 7     | 1     | 3          | 0          | 0         | 0         | 0     | 0    | 88     | 9      |

## Досягнення
Особисті
- Молодий гравець місяця Прімейра-ліги (2): квітень 2024[33], квітень 2025
- Гол місяця Прімейра-ліги: серпень 2024[34]